# Ludwik z Grenady
Ludwik z Grenady, właśc. Louis de Sarría, (ur. w 1505 w Grenadzie, zm. 31 grudnia 1588 w Lizbonie) – mistyk dominikański.
Choć pochodził z dość ubogiej rodziny, szybko zauważono rzadki talent krasomówczy i bystrość chłopca, i patronowano jego wykształceniu w najlepszych szkołach. W 1526 r. wstąpił do zakonu dominikanów. Wykładał teologię w zakonnych seminariach. Od 1554 r. reformował klasztor Scala Coeli koło Kordowy. W 1564 r. uzyskał magisterium z teologii. W latach 1557–1572 był prowincjałem portugalskiej prowincji zakonu. Do najważniejszych dzieł Ludwika z Grenady należą: O modlitwie i rozmyślaniu (229 wydań hiszpańskich), Przewodnik grzeszników (81 wydań hiszpańskich). Jego dzieła cieszyły się współcześnie zjawiskową popularnością i w Hiszpanii, i w całej Europie dzięki żarliwości jego przekonań i szczerości ducha ascetycznego. Studiowawszy Cycerona, posiadł sztukę celnej argumentacji i jasnego, przejrzystego stylu. Do dziś uważany jest za kanonicznego stylistę swego czasu w języku hiszpańskim.
Dostępne Mikołajowi Sępowi-Szarzyńskiemu tłumaczenia dzieł Ludwika z Grenady uważa się za źródło typu religijności tego poety.

## Tłumaczenia polskie
- [1577] Zwierciadło człowieka chrześcijańskiego, [autor] Ludovicus de Granada, [tłumaczył] Stanisław Warszewicki.
- [1579] Przewodnik Grzesznych Ludźi: ktory to wszytko pokázuie, co ma czynić Chrzesćijánin od początku náwrocenia swego, áż do doskonáłości; [autor] Ludovicus Granatensis, [tłumaczył] Stanisław Wárszewicki, W Krákowie.
- [1593] Nabożeństwo dla ludzi zabawnych, Poznań, (1693); [autor] Ludovicus de Granada, [tłumaczył] Stanisław Warszewicki.
- [1858] Rozmyślania gorzkiej Męki Pana Jezusa, Kraków, [tłumaczył] M. Wieczorek.